# José Colángelo
José Leonardo Colángelo (Buenos Aires, Argentina, 22 de octubre de 1940), también conocido como «Pepe» Colángelo, es un pianista, director y compositor de tango.

## Vida
Desde temprana edad se introdujo en la música impulsado por su padre, quien tocaba el bandoneón. José Colángelo comenzó sus primeros pasos instrumentales con ese instrumento y con un acordeón, hasta que finalmente encontró su vocación en el piano.
Comenzó su carrera en 1955, debutando en un programa de Radio Argentina con la orquesta de Alberto Dávila. Formó parte de formaciones juveniles e integró conjuntos junto a Mauricio Marcelli, Fernando Suárez Paz y Mauricio Svidosky, y posteriormente en un grupo dirigido por Luis Salvadeo (Marcusito), ahijado de Cátulo Castillo.
En 1956 participó en el conjunto Las Nuevas Estrellas del Tango durante carnavales y acompañó al cantor Eduardo Solano en reuniones bailables. Ese mismo período lo llevó a actuar en milongas populares como El Dardo Rojo (en Constitución) y el Palacio Güemes.
En 1957 debutó en Radio Splendid con la orquesta de Ángel Genta; en 1959 actuó con la orquesta de Ángel Domínguezjunto a los cantores Osvaldo Ribó y Carlos Almagro, también en Radio Splendid. En esa época también se presentó en lugares como el Dragón Rojo (barrio Congreso) y el cabaret El Avión de la Boca.
A fines de 1959, integró el conjunto Los Embajadores, que actuaba en Radio Belgrano y estaba conformado en gran parte por músicos de la orquesta de Horacio Salgán. Ese año también grabó un LP con la orquesta de Juan de Dios Filiberto, junto a la cancionista Patrocinio Díaz.
Entre 1960 y 1962 pasó por orquestas dirigidas por Ángel Domínguez, Lorenzo Barbero, Emilio Orlando, y en Radio El Mundo con Enrique Alessio, acompañado por el cantante José Berón.
El salto profesional decisivo llegó en 1962 cuando fue incorporado como pianista por Julio Sosa y Leopoldo Federico. Luego de la muerte de Sosa en noviembre de 1964, Federico reanudó su actividad junto a Colángelo y los cantores Roberto Ayala y Carlos Gari.
A partir de 1967 acompañó a diversos cantantes, entre los que se cuentan Roberto Goyeneche, Alberto Marino, Mario Bustos, Roberto Florio, Héctor Mauré, Raúl Berón, Néstor Fabián, Alba Solís, Elba Berón, Carmen Duval, Nelly Vázquez, y Susana Rinaldi.
En 1968 se incorporó a la orquesta de Aníbal Troilo, de quien fue su último pianista. Y en 1971 forma su propia agrupación, con Néstor Marconi, Omar Murtagh y Aníbal Arias.
Colángelo ha sido declarado Personalidad destacada de la cultura por la Legislatura de la Ciudad de Buenos Aires y miembro honorario de la Academia Nacional de Tango por sus más de sesenta años de trayectoria en el tango.
En 2023 participó en el ciclo «Trayectorias» en el Auditorio Nacional del Centro Cultural Kirchner, en un recital que celebró su carrera acompañado por un quinteto integrado por Horacio Romo (bandoneón), Pablo Agri (violín), Juan Pablo Navarro (contrabajo), Luis Cerávolo (percusión) y Ariel Russoniello (violoncello).

## Composiciones
- «Puerta de barrio», con Eugenio Palazzo
- «Mi tormenta», con Eugenio Palazzo
- «Las del humilde querer» con Edgardo Ayala
- «Tenía razón», con Braña y Roberto Casinelli
- «Caras del pasado» con Víctor Lamanna
- «Pa' que me voy a apurar» con Víctor Lamanna
- «Cristo», letra de José María Tasca
- «Matraquín», letra de José María Tasca
- «Aníbal fuelle» (poema-tango), letra de José María Tasca
- «Milonga que canta el pueblo», letra de José María Tasca
- «Luna morena», letra de José María Tasca
- «Juana barullo», letra de José María Tasca
- «Las rondas de enero», letra de José María Tasca
- «De minuto a minuto», letra de José María Tasca
- «Aunque tu me lo niegues», letra de José María Tasca
- «Una cita en el 2000» balada compuesta con Ricardi
- «Me lo diste todo enamorada»[3]